# Hans Sitt

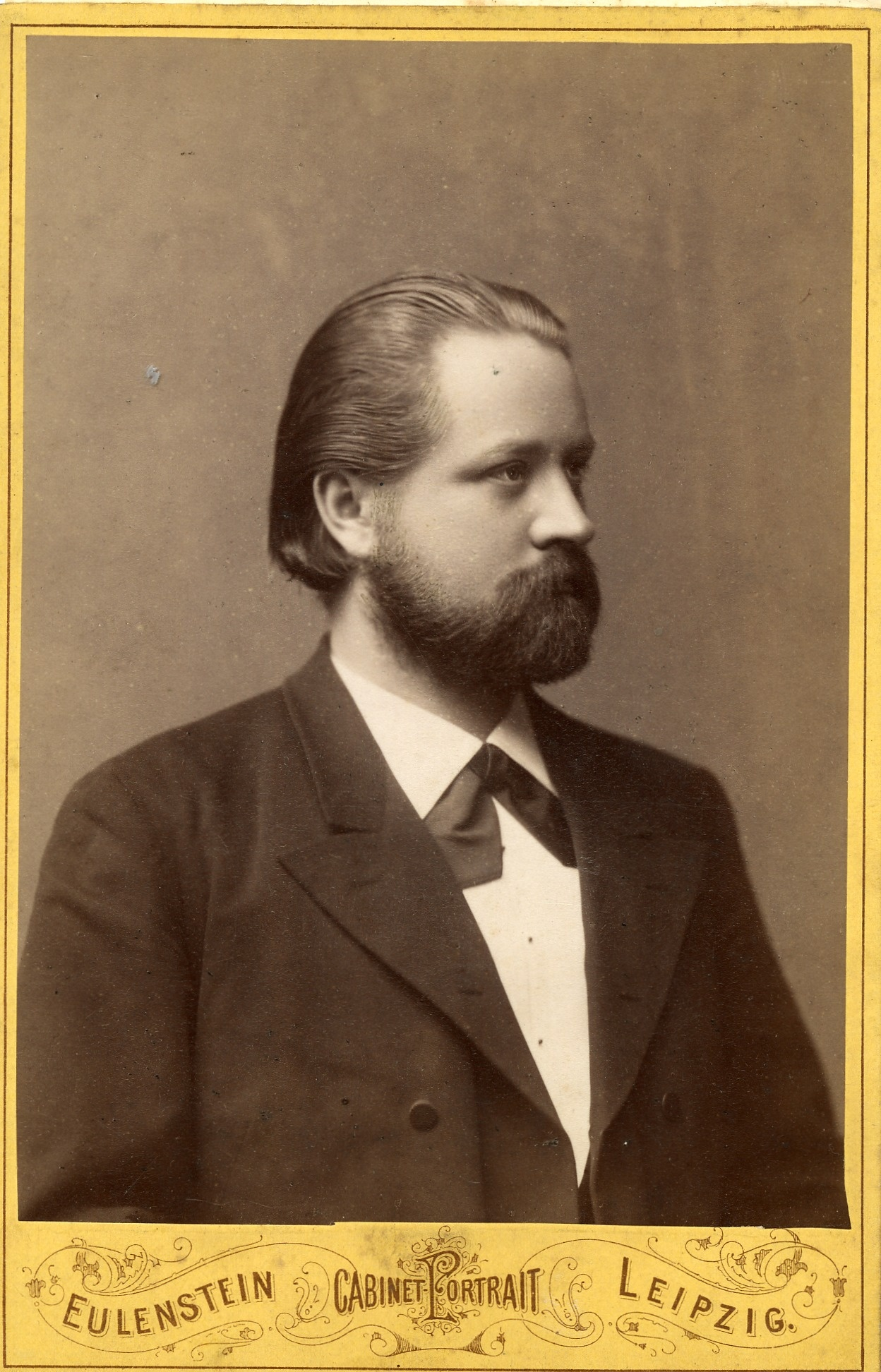
Hans Sitt

Hans Sitt (* 21. September 1850 in Prag; † 10. März 1922 in Leipzig) war ein böhmisch-deutscher Geiger und Komponist.

## Leben
Sitt erhielt seine musikalische Ausbildung in Prag. Er wurde Konzertmeister und später Theaterkapellmeister in Breslau und danach in Prag. Von 1873 bis 1880 wirkte er als städtischer Kapellmeister in Chemnitz. Von 1883 bis 1921 war er Violinlehrer am Konservatorium Leipzig und Dirigent des Bach-Vereins, zugleich bis 1895 Bratschist des Brodsky-Quartetts.

## Werke (Auswahl)
Sitt komponierte drei Violinkonzerte und mehrere Konzertinos für Violine und Orchester, zwei Cellokonzerte, ein Bratschenkonzert und zwei Konzertstücke für Bratsche.
- 1891 brachte er als dritter Komponist eine Instrumentation der Norwegischen Tänze von Edvard Grieg heraus, die als solche zumeist aufgeführt wird.
- 1917 gab er eine neue und ergänzte Auflage von Tägliche Studien : 24 Etüden für Violine, zur Erlangung und Erhaltung der Geläufigkeit : Op. 2 von August von Adelburg in den 1850er Jahren erstellt, bei Kahnt in Leipzig heraus. OCLC 206421486